# Copa Artigas (1965–1985)
Die Copa Artigas war ein Fußball-Wettbewerb.
Der Pokal wurde zwischen den Nationalmannschaften Paraguays und Uruguays jeweils unter Ermittlung des Siegers mittels eines Hin- und Rückspiels in den Städten Montevideo bzw. Asunción ausgespielt. Insgesamt gab es zwischen 1965 und 1985 sieben Austragungen dieses Wettbewerbs. Sechsmal gewann die Mannschaft Uruguays, einmal diejenige Paraguays den Titel, wobei 1975 beiden Mannschaften der Titel zugeschrieben wird. Bei der Austragung 1968 wurde kein Sieger ermittelt, da nur ein Spiel ausgetragen wurde, das nach 70 Minuten mit Spielabbruch endete.

## Siegerliste
| Jahr | Sieger               |
| ---- | -------------------- |
| 1965 | Uruguay              |
| 1966 | Uruguay              |
| 1968 | kein Sieger          |
| 1975 | Paraguay und Uruguay |
| 1977 | Uruguay              |
| 1983 | Uruguay              |
| 1985 | Uruguay              |